# Resolução 209 do Conselho de Segurança das Nações Unidas
A Resolução 209 do Conselho de Segurança das Nações Unidas aprovada em 4 de setembro de 1965, com a deterioração da situação na linha de cessar-fogo na Caxemira, o Conselho convidou tanto a Índia quanto o Paquistão a tomar todas as medidas necessárias para cessar imediatamente o combate e retornar aos seus respectivos lados da linha. O Conselho convidou igualmente os dois Governos a cooperarem plenamente com o Grupo de Observadores Militares das Nações Unidas para Índia e Paquistão e solicitou ao Secretário-Geral que informasse a aplicação da resolução no prazo de três dias.